# سونیا میوهن
سونیا میوهن (انگلیسی: Sonja Mjøen; ۲۵ دسامبر ۱۸۹۸ – ۲۵ فوریهٔ ۱۹۹۳) هنرپیشه اهل نروژ بود.